# Ginde Beret
Pour les articles homonymes, voir Beret.
Ginde Beret (en oromo : Gindabarat) est un woreda du centre-ouest de l'Éthiopie situé dans la zone Ouest Shewa de la région Oromia. Il a 104 595 habitants en 2007 et son centre administratif est Kachise.
Autrefois plus étendu, le woreda perd du territoire avec le détachement de son voisin oriental Abuna Ginde Beret,.
Bordé au nord par le Nil Bleu qui le sépare de la région Amhara et à l'ouest par la rivière Guder qui le sépare de la zone Horo Guduru Welega, le woreda Ginde Beret est entouré dans la zone Ouest Shewa par Abuna Ginde Beret, Jeldu et Ambo Zuria.
Son chef-lieu, Kachise, se situe à près de 2 600 m d'altitude, une centaine de kilomètres à vol d'oiseau au nord d'Ambo,.
Le recensement national de 2007 fait état pour ce woreda d'une population de 104 595 dont 11 % de citadins.
Kachise qui a 11 082 habitants en 2007 est la seule agglomération recensée.
La majorité des habitants (56 %) sont protestants, 34 % sont orthodoxes et 9 % sont de religions traditionnelles africaines.
En 2022, la population du woreda est estimée à 153 687 personnes avec une densité de population de 118 personnes par km2 et 1 307 km2 de superficie.